# Люк Кейдж (сериал)
„Люк Кейдж“ (на английски: Luke Cage) е американски сериал, създаден от Чео Ходари Кукър.
Базиран е на персонажа Люк Кейдж, публикуван от Марвел Комикс. Първият сезон на сериала съдържа 13 епизода и излиза в Netflix на 30 септември 2016 г. Сериалът е част от Киновселената на Марвел.
През декември 2016 г. сериалът е подновен за втори сезон, който се излъчва на 22 юни 2018 година. На 19 октомври 2018 г. Netflix спира сериала.

## Резюме
В първи сезон, след саботиран експеримент, който го оставя със суперсила и неразрушима кожа, Люк Кейдж става беглец който се опитва да води нормален живот. След събитията в „Джесика Джоунс“, Кейдж се премества в квартала Харлем и излиза от сенките, за да трябва да се бори за сърцето на града и да конфронтира миналото си.
Във втория сезон, след събитията в „Защитниците“, Кейдж си изчиства името и става известна личност в Харлем, с репутация, непробиваема като кожата му. Появата на нов опасен опонент, кара Кейдж да върви по тънката линия между герой и злодей.

## Главни герои
- Майк Колтър – Карл Лукас / Люк Кейдж
- Симон Мисик – Мерседес „Мисти“ Найт
- Росарио Доусън – Клеър Темпъл
- Тео Роси – Хернан Алварез / Сянката
- Алфре Удуърт – „Черната“ Мариа Дилърд
- Маершала Али – Корнел Стоукс / Отровната Змия
- Ерик ЛаРей Харви – Уилис Страйкър / Гърмящата Змия
- Мустафа Шакир – Джон Макивър / Бушмастър
- Гейбриел Денис – Тилда Джонсън
- Стивън Райдър – Блейк Тауър
- Джесика Хенуик – Колийн Уинг
- Фин Джоунс – Дани Ранд / Железния юмрук